# Serhiivka, Rivne
Serhiivka (în ucraineană Сергіївка) este un sat în comuna Kustîn din raionul Rivne, regiunea Rivne, Ucraina.

## Demografie
Componența lingvistică a localității Serhiivka
     Ucraineană (96,81%)
     Rusă (2,13%)
Conform recensământului din 2001, majoritatea populației localității Serhiivka era vorbitoare de ucraineană (96,81%), existând în minoritate și vorbitori de rusă (2,13%).